# San Rafael, Tlalmanalco
San Rafael är en stad i Mexiko, tillhörande kommunen Tlalmanalco i delstaten Mexiko. San Rafael ligger i den centrala delen av landet och tillhör Mexico Citys storstadsområde. Staden hade 20 837 invånare vid folkräkningen 2010. San Rafael är kommunens största ort sett till befolkning, men inte dess administrativa hvudort, det är Tlalmanalco de Velázquez.

## Etymologi
San Rafael har fått sitt namn efter ärkeängeln Rafael. Den 23-24 oktober varje år firas Rafael, vilket är en folkfest i hela staden.

## Geografi

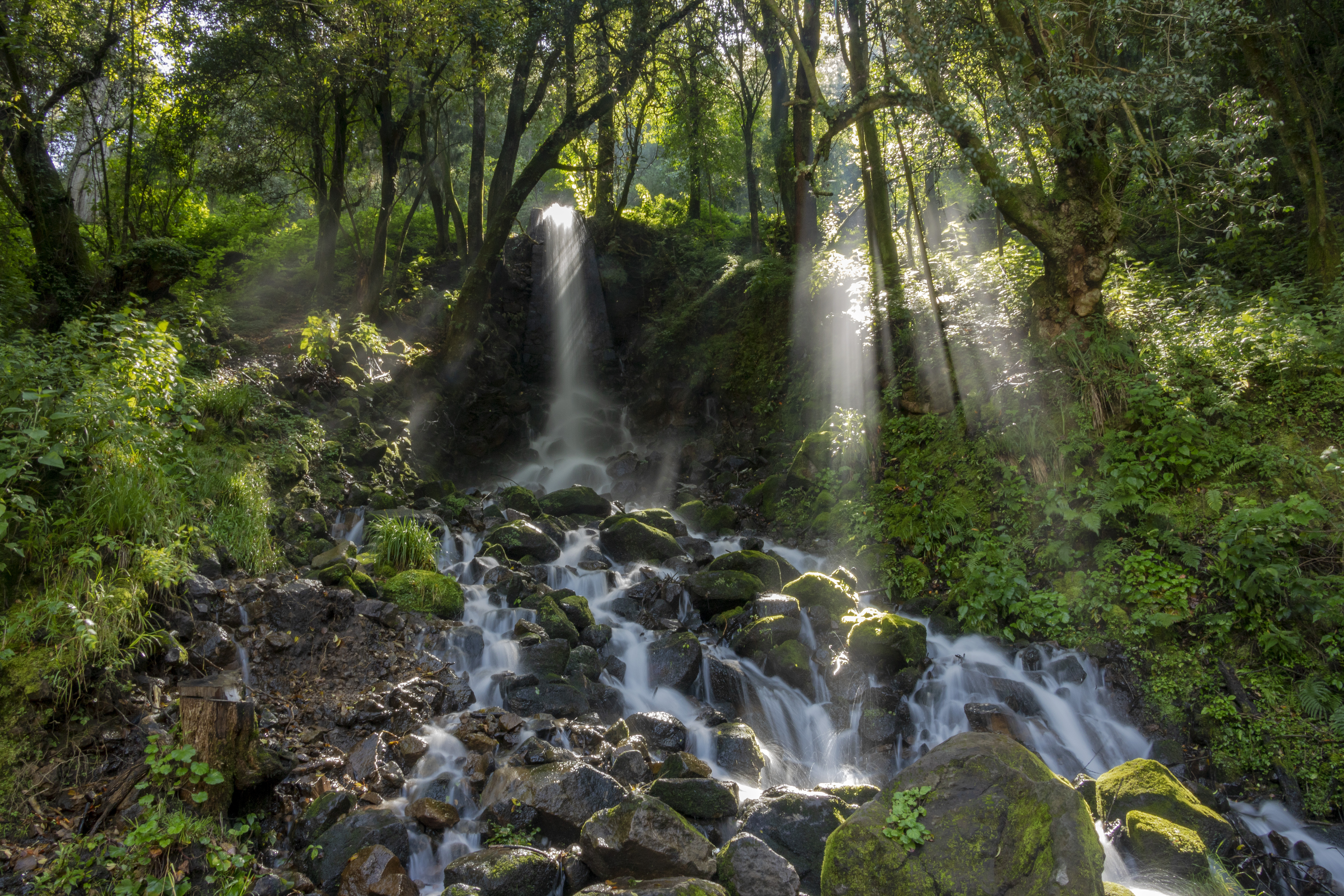
Dos Aguas.

San Rafael ligger på vulkanen Iztaccihuatls västra sluttningar. 
Staden består i huvudsak av två större delar, stadsdelarna Anseldo Granados, La Cañada, Solidaridad, Loma Linda, De la Pena och La Ladrillera ligger lite högre upp för sluttningarna. 
Stadsdelarna Obrera, Hidalgo, Pueblo Nuevo, San Jose Zavaleta och San Juan Atzacualoya finns på lägre höjd.
Vid utkanten av staden finns friluftsparken Dos Aguas som är en populär destination för ekoturism. Bland annat finns goda möjligheter för klättring, paddling, vandring samt en linbana. Parken är belägen vid platsen där de två vattendragen Cascada Dinamo och Cascade de los Diamantes möts.
2018 dog en fritidsklättrare som föll ner för ett vattenfall i parken.

## Historia och arkitektur
Staden präglas av europeisk arkitektur tack vare att många europeiska affärsmän, i synnerhet fransoser, i slutet av 1800–talet kom till San Rafael för att inspektera och investera i stadens pappersbruk. Då var San Rafael bara en liten by. Men byn utvecklades i takt med pappersbruket och staden fick fler och fler hus och byggnader allt eftersom pappersbruket anställde fler arbetare.
Pappersbruket finns kvar än idag, men på en betydligt mindre skala.

## Galleri

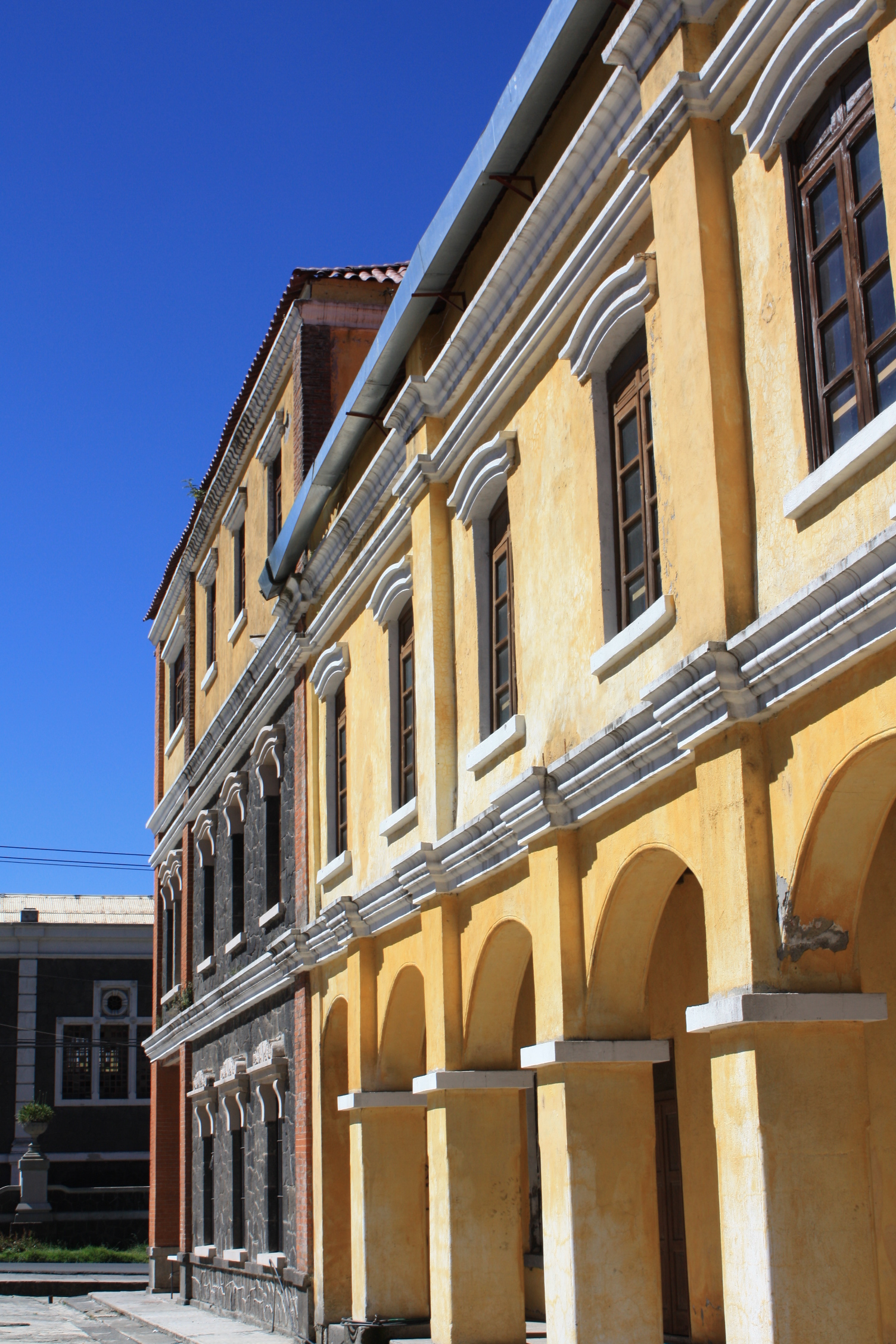
Arkitektur.
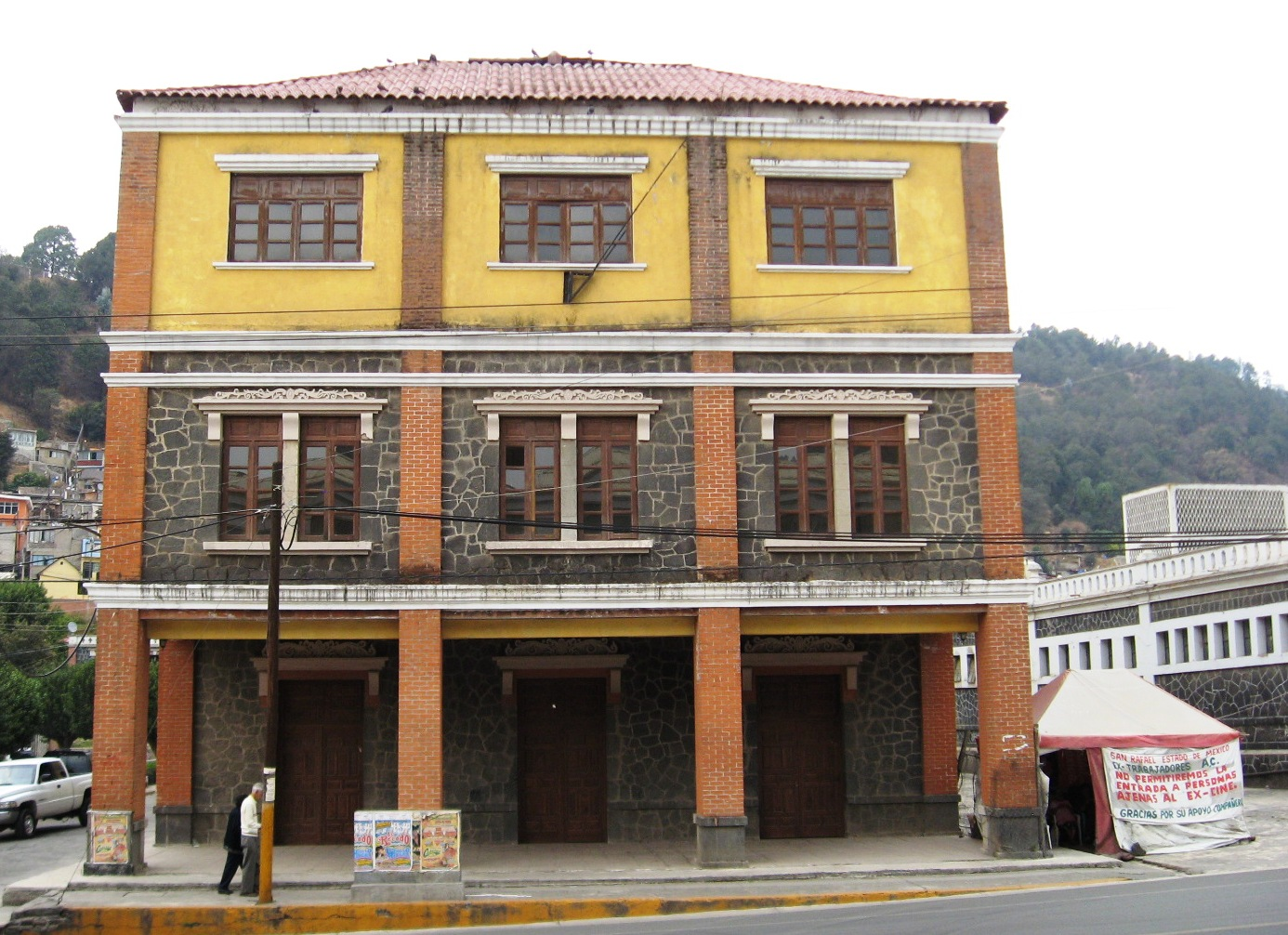
En biograf.
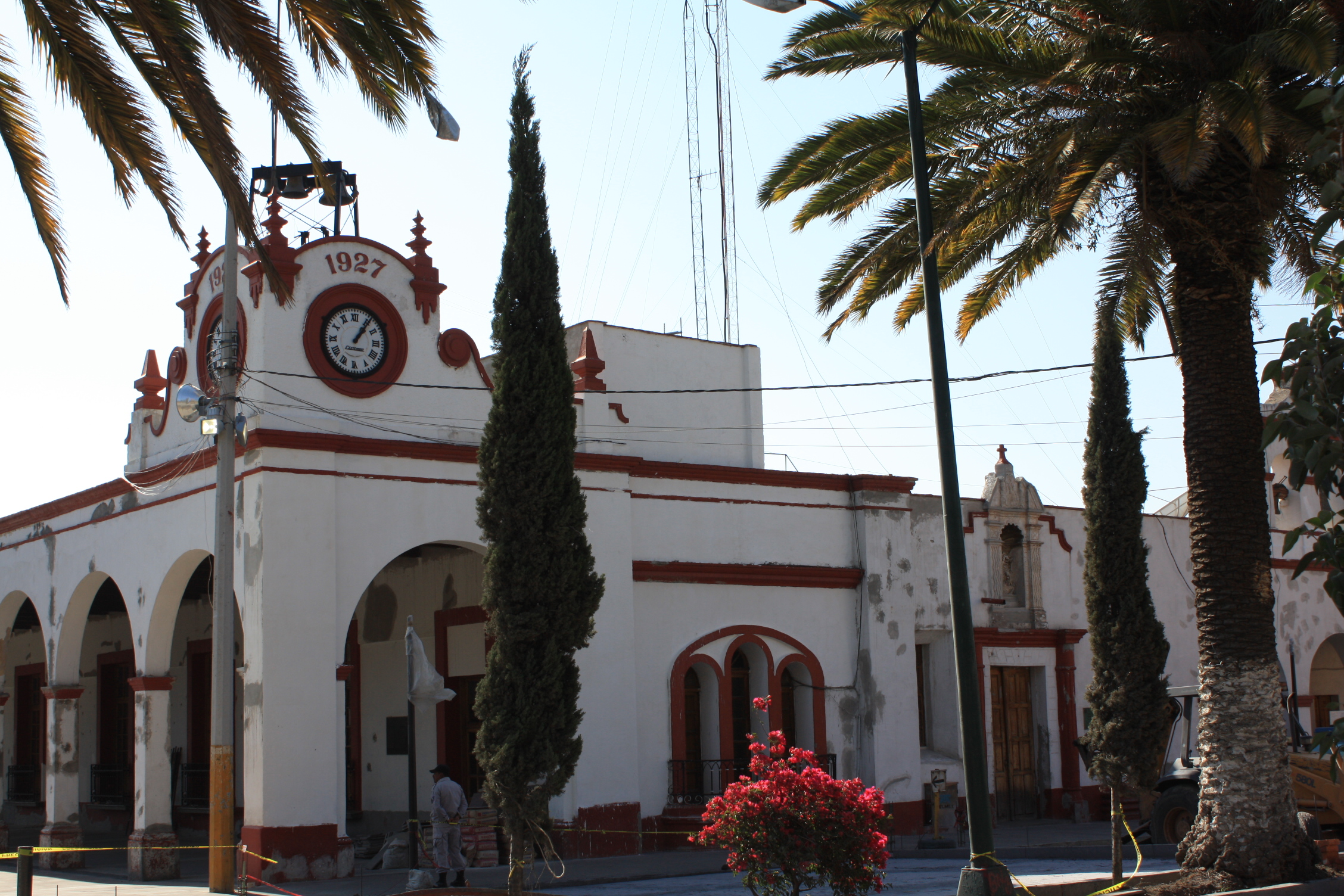
Stadshuset.
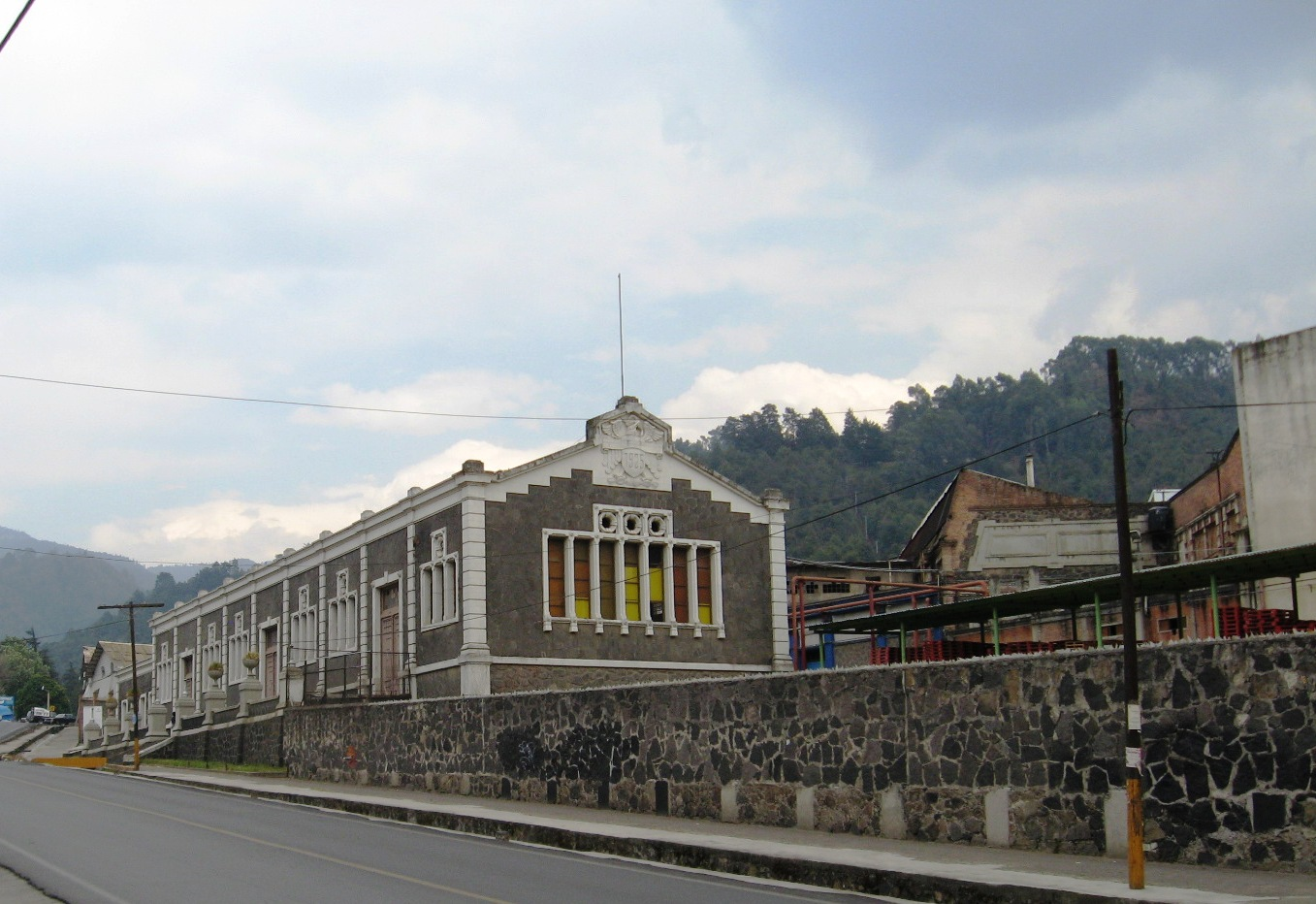
Pappersfabriken.
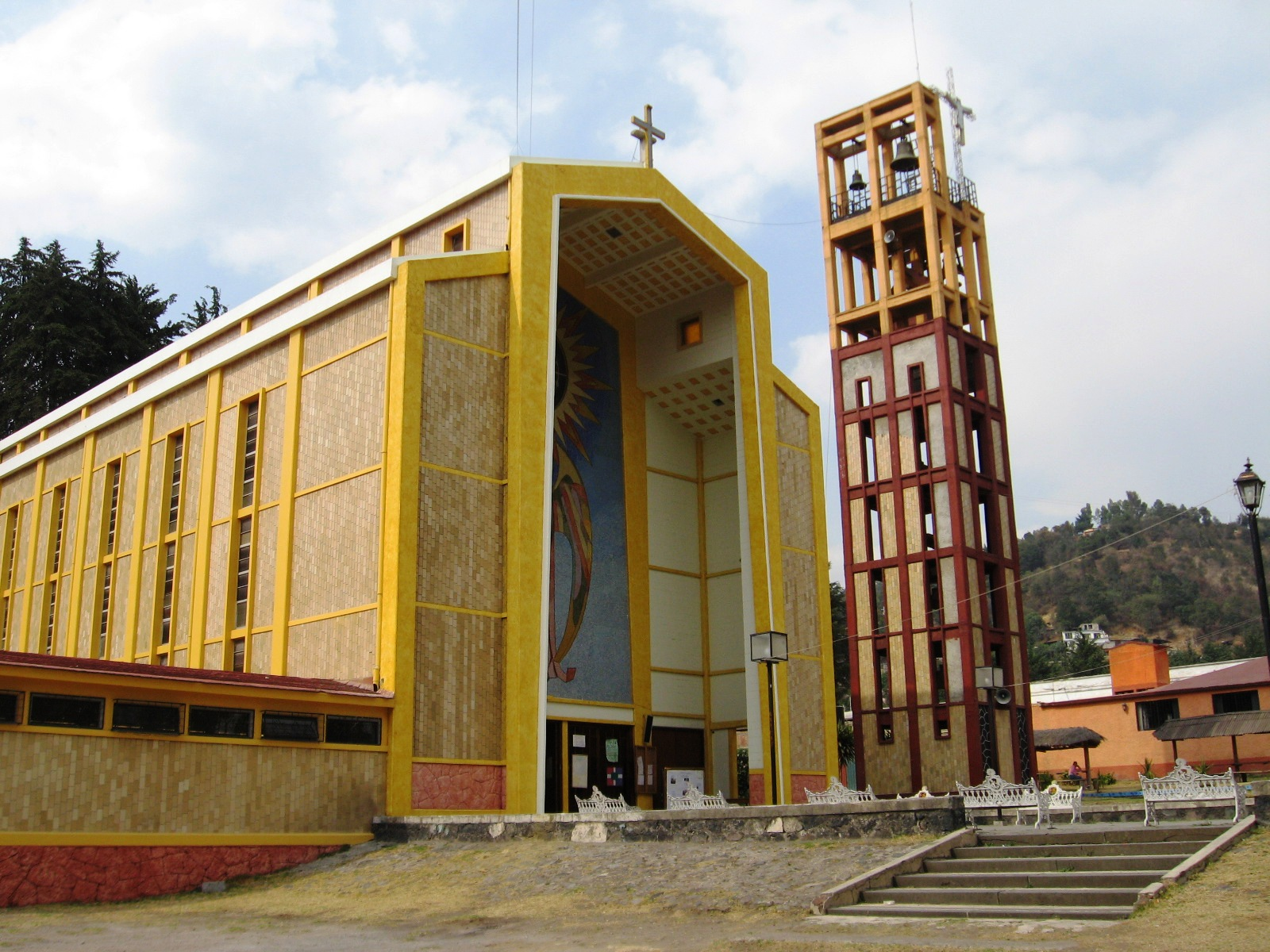
Arcángel San Rafael-kyrkan.